# Januscentret
JanusCentret blev etableret som projekt under Socialministeriet i 2003 og overgik til selvejende institution per 1. januar 2011. Centret er det eneste deciderede forsknings- og behandlingscenter i Danmark, der beskæftiger sig med børn og unge, som begår seksuelle grænseoverskridelser og overgreb mod andre børn og unge. 
JanusCentret modtager børn og unge i alderen seks til 18 år og har også tilbud til unge med autismeproblematikker. Januscentret har adresse i København. Navnet JanusCentret henviser til den tohovede gud Janus – et symbol på den dobbelthed, der ligger i, at børn og unge, som begår seksuelle overgreb, ofte også har været ofre for omsorgssvigt i deres barndom. Således symboliserer Janushovedet her offer- og krænkerperspektivet såvel som fortid og fremtidsperspektivet.

## Links
- www.JanusCentret.dk